# José Gimeno Martínez

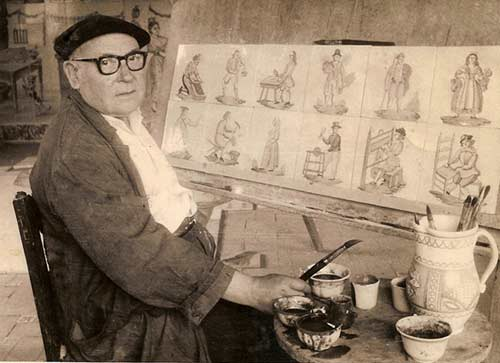
Retrato de José Gimeno Martínez en su taller de Manises

José Gimeno Martínez (1889 - 1967) fue un maestro ceramista de Manises, Valencia.

## Biografía

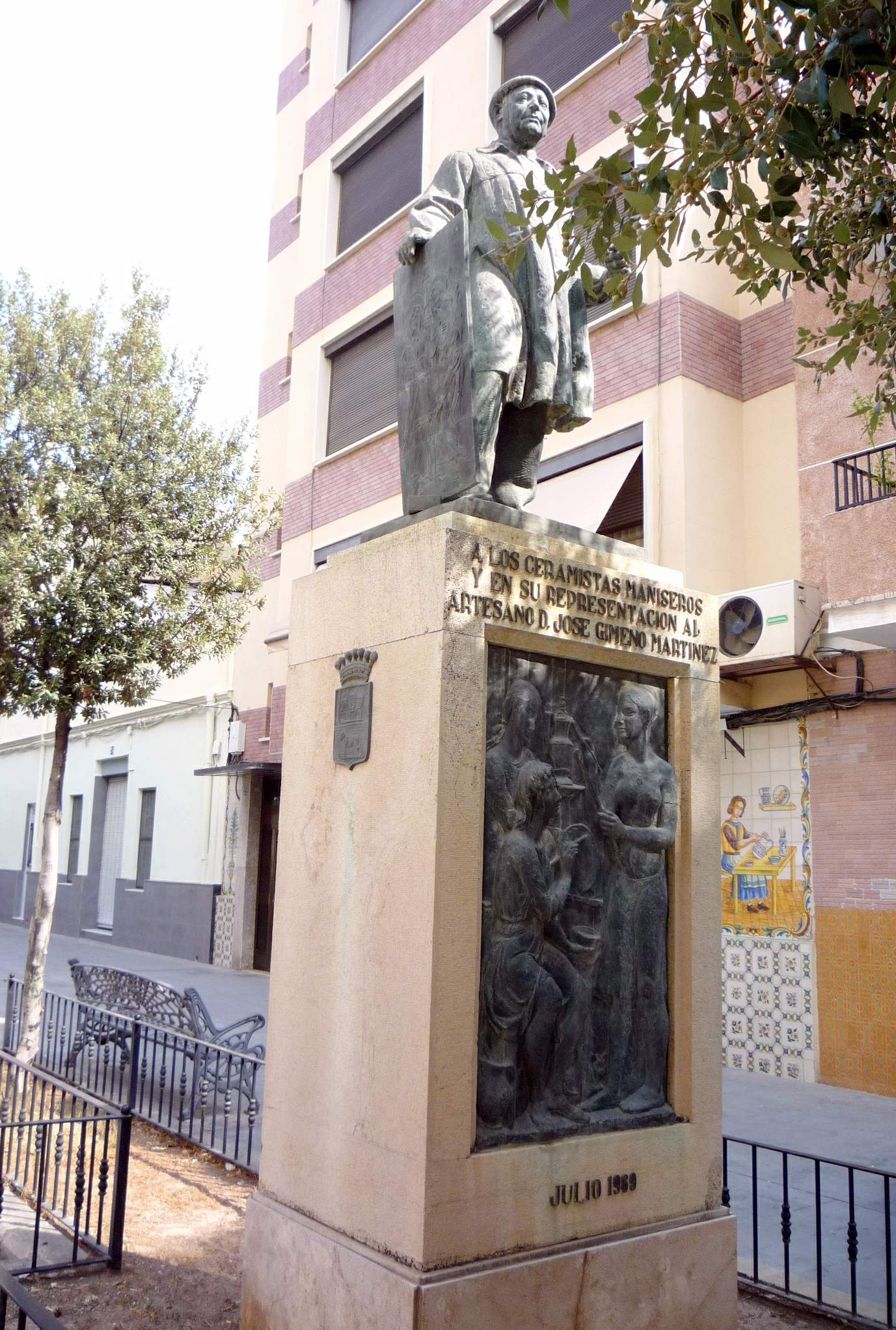
Estatua del 1969, en la avenida Blasco Ibáñez, Manises

José Gimeno Martínez nació en Manises el 22 de agosto de 1889 en una modesta familia de alfareros. A los 13 años, inició sus estudios de pintura y dibujo en la Academia de San Carlos, en Valencia. Hizo su aprendizaje en la fábrica-taller de su familia dedicada a la loza ordinaria para uso doméstico. A los 19 años asumió la dirección artística de la fábrica de Juan Bautista Cabedo, uno de los centros de producción y diseño de cerámica más importantes de la zona.
En el año 1925, gracias a una subvención del estado, hizo un viaje de estudios a París para asistir a la Exposición Internacional de Artes Decorativas. Visitó el Museo de Cluny, la Manufacture nationale de Sèvres, y el Museo de las Artes Decorativas. Ante la exhibición de la gran riqueza de la cerámica popular valenciana que allí se exponía, nació en él el firme deseo de abandonar el tipo de cerámica que venía produciendo para dedicarse exclusivamente a reproducir la cerámica valenciana popular de los siglos XVIII y XIX.
Gimeno investigó fórmulas y prácticas desaparecidas, aplicó procedimientos en desuso, recuperó y creó diseños valencianos representativos, y retornó a las técnicas manuales del alfar. Con el trabajo y la creatividad del artesano José Gimeno, la cerámica valenciana recobró su prestigio.
Murió en Manises el 8 de junio de 1967 dejando la fábrica "La Cerámica Valenciana" en manos de sus dos hijos.

## Obras
Sus obras más destacadas son:
- el zócalo de la capilla de la Universidad de Valencia,
- la cocina del Museo de la Cerámica de Manises,
- el panel de la Virgen de los Desamparados de la Basílica de Valencia,
- los paneles de las salas-museo de su fábrica La Cerámica Valenciana.
- un via crucis en el Monte Sinaí[4]

## Premios
- Primera Medalla en el Primer Concurso de Artesanía, Valencia, 1943.
- Premio Extraordinario del Excmo. Sr. gobernador civil de la Provincia de Valencia, 1944.
- Premio Extraordinario del Excmo. y Rvdmo. Sr. Arzobispo de Valencia, 1945.
- Diploma de Honor en la Exposición de Artesanía, Lima (Perú), 1949.
- Primera Medalla en el Concurso de Artesanía de la Feria Muestrario Internacional de Valencia, 1952 y 1953.
- Medalla Única y Diploma en la Exposición de Cerámica Contemporánea, Mónaco, 1953.

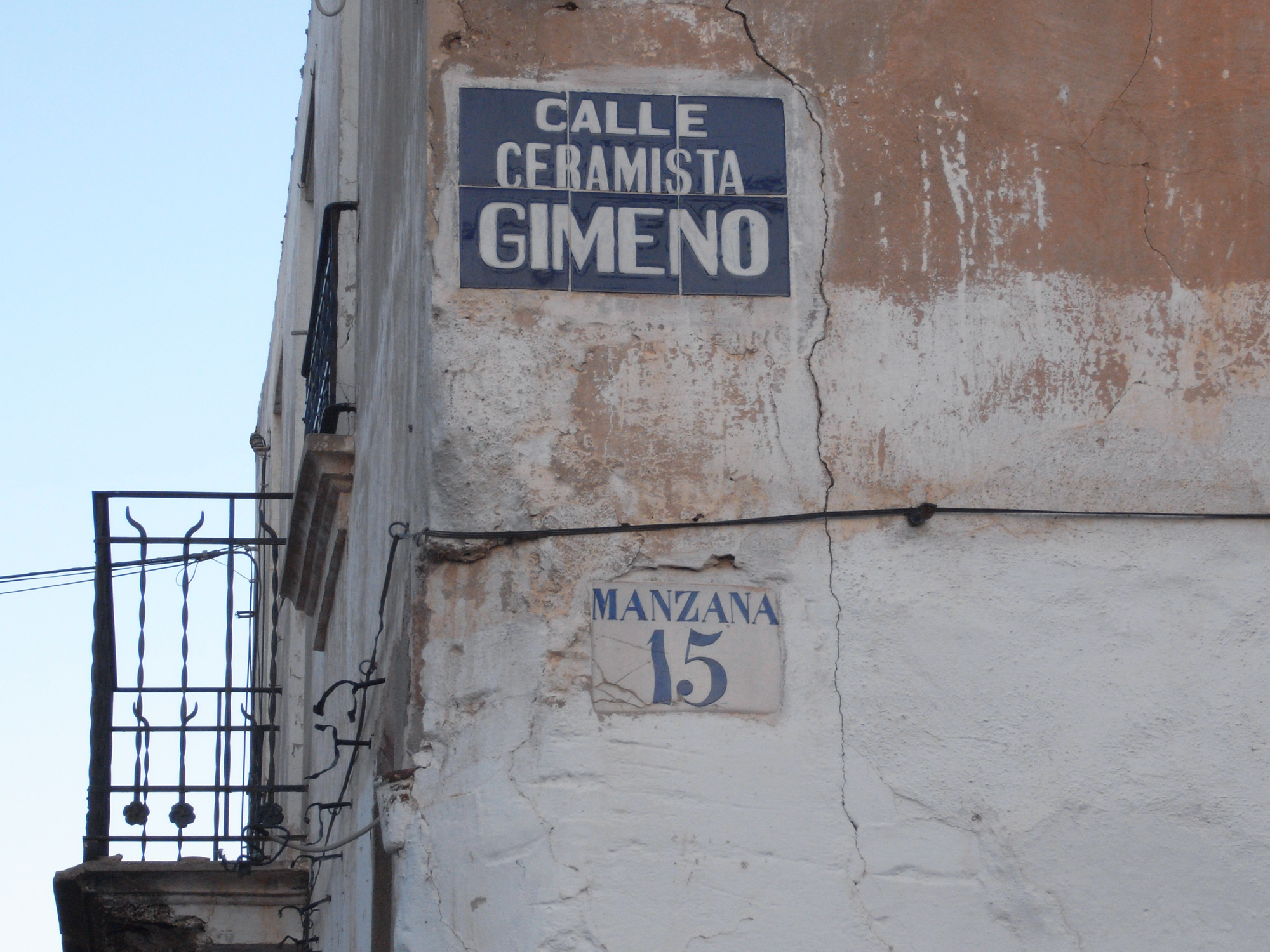
Calle del Ceramista Gimeno, Manises, en 2013

## Reconocimientos urbanos
- Plaza del ceramista Gimeno, en Valencia.
- Calle del ceramista Gimeno, en Manises.
- Estatua en la avenida Blasco Ibáñez, en Manises.